# Bubsy 4D
Bubsy 4D est un jeu video de plates-formes qui sortira sur PC, Playstation 4, Playstation 5, Nintendo Switch, Nintendo Switch 2, Xbox One, Xbox Series.
Il faut noter aussi que la premiere appiration en 3D depuis Bubsy 3D sortie il y a preque 30 ans sur Playstation et que ce jeu est une suite a Bubsy 3D.

## Développement
Le 9 octobre 2023, le directeur d'Atari, Wade Rosen, a lancé une alerte dans une interview de MinnMax pour que des développeurs indépendants puissent proposer un pitch pour un nouveau jeu Bubsy et il y a plusieurs fans qui ont repondu en proposant a Atari de faire équipe avec Fabraz pour un nouveau jeu.
Le 17 aout 2025 soit deux jours avant la révélation officiel du jeu un utilisateur de Blue Sky a accidentellement dévoilé l'illustration du jeu.
Le 19 aout 2025 à 19h39 le jeu est annoncé officiellement comme premiere annonce de la soirée d'ouverture de la gamescom 2025.
La date de sortie est toujours inconnue pour le moment.